# Ludger Lohmann
Ludger Lohmann (Herne, Rin del Nord-Westfàlia, 1954) és un reconegut músic organista.